# Grinderswitch
Grinderswitch foi uma banda estado-unidense de southern rock. Gravaram alguns discos pela Capricorn Records na década de 1970 mas nunca alcançaram a fama de outras bandas contratadas pela gravadora como The Allman Brothers Band e Marshall Tucker Band. No Reino Unido são conhecidos pela música "Pickin' the Blues" que foi utilizada por muitos anos pelo disc jockey John Peel como tema de seus programas de rádio pela BBC.
O núcleo da banda na maior parte do tempo de sua existência consistia em Paul Hornsby (teclados), Dru Lombar (guitarra solo e vocais), Joe Dan Petty (baixo e vocais), Rick Burnett (bateria) e Larry Howard (guitarra base e vocais). A formação da banda durante a gravação de seu primeiro álbum foi complementada com Dickey Betts (guitarra) e Jai Johanny Johanson (congas).

## Discografia
- 1974 Honest to Goodness
- 1975 Macon Tracks
- 1977 Pullin' Together
- 1977 Redwing (alcançou o número 144 nas paradas americanas)
- 1979 Right on time
- 1981 Have Band Will Travel